# الیز چابی
الیز چابی (انگلیسی: Elise Chabbey؛ زادهٔ ۲۴ آوریل ۱۹۹۳) دوچرخه‌سوار اهل سوئیس است.
وی در مسابقات کشوری و بین‌المللی در مجموع برندهٔ ۲ مدال طلا شده‌است.